# Cesar Montano
Cesar Montano, geboren als César Manhilot (Manilla, 1 augustus 1962), is een Filipijns acteur en regisseur.

## Carrière
Montano brak door als filmacteur met zijn vertolking van de Filipijnse nationale held in de film Jose Rizal. Hij speelde ook in enkele Hollywoodfilms, waaronder The Great Raid. Naast zijn werk als acteur is Montano ook zanger en filmregisseur. Bij de Filipijnse verkiezingen van 2007 stelde hij zich kandidaat voor een zetel in de Filipijnse Senaat. Het lukt hem echter niet voldoende stemmen te behalen voor een van de twaalf beschikbare zetels.

## Prijzen en nominaties

### Prijzen als filmacteur
- 1998 – Filmfestival Manilla, prijs voor beste acteur, Jose Rizal
- 1999 - STAR Award voor beste acteur, Jose Rizal
- 1999 - FAMAS Award voor beste acteur, Jose Rizal
- 2000 - FAP Award voor beste acteur, Ligalig
- 2004 - Filmfestival Manilla, prijs voor beste acteur, Panaghoy sa suba (The Call of the River)
- 2005 - Gawad Urian Award voor beste acteur, Panaghoy sa suba (The Call of the River)
- 2006 - Filmfestival Manilla, prijs voor beste acteur, Ligalig
- 2007 - FAMAS Award voor beste acteur, Ligalig
- 2008 – Fernando Poe Jr. Memorial Award

### nominaties als filmacteur
- 1990 – nominatie voor FAMAS Award voor beste mannelijke bijrol, Ang bukas ay akin
- 1994 - nominatie voor Gawad Urian Award voor beste mannelijke bijrol, Hanggang saan hanggang kailan
- 1994 - nominatie voor Gawad Urian Award voor beste acteur, Alyas Waway
- 1994 - nominatie voor FAMAS Award voor beste acteur, Alyas Waway
- 1995 - nominatie voor FAMAS Award voor beste acteur, The Cecilia Masagca Story: Antipolo Massacre (Jesus Save Us!)
- 1997 - nominatie voor FAMAS Award voor beste acteur, Utol
- 1999 - nominatie voor Gawad Urian Award voor beste acteur, Jose Rizal
- 2000 - nominatie voor Gawad Urian Award voor beste acteur, Muro-ami
- 2002 - nominatie voor Gawad Urian Award voor beste acteur, Bagong buwan
- 2000 - nominatie voor FAMAS Award voor beste acteur, Muro-ami
- 2002 - nominatie voor FAMAS Award voor beste acteur, Bagong buwan
- 2004 - nominatie voor FAMAS Award voor beste acteur, Chavit
- 2005 - nominatie voor FAMAS Award voor beste acteur, Panaghoy sa suba (The Call of the River)

### Prijzen en nominaties als filmregisseur
- 2005 - nominatie voor FAMAS Award voor beste regisseur, Panaghoy sa suba (The Call of the River)
- 2005 – nominatie voor FAP Award voor beste regisseur, Panaghoy sa suba (The Call of the River)
- 2005 - Gawad Urian Award voor beste regisseur, Panaghoy sa suba (The Call of the River)

- Bibliothèque nationale de France: cb16644196z (data)
- International Standard Name Identifier: 0000 0000 6791 1600
- Library of Congress Control Number: nr2002013759
- MusicBrainz: c508122c-b050-4a81-95aa-8b76defb1a88
- Virtual International Authority File: 95126077
- WorldCat: E39PBJjT464p8fVbQqgJjY9qwC